# Ribbingelund
Ribbingelund is een plaats in de gemeente Eskilstuna in het landschap Södermanland en de provincie Södermanlands län in Zweden. De plaats heeft 56 inwoners (2005) en een oppervlakte van 12 hectare.